# Spannungskopfschmerz
Spannungskopfschmerzen sind leichte bis mittelschwere Kopfschmerzen, die im Bereich des gesamten Kopfes auftreten. Von den etwa 5 % der Bevölkerung, die nach epidemiologischen Schätzungen unter täglichen Kopfschmerzen leiden, besteht bei etwa 40 % ein Spannungskopfschmerz. Dabei wird der episodische (eSK) vom chronischen Spannungskopfschmerz (cSK) unterschieden, entsprechend der Bestehensdauer (siehe unten). Es lässt sich eine genetische Komponente vermuten, da cSK in Familien mit cSK ca. dreimal häufiger vorkommt als in cSK-freien Familien.
Wie bei jeder Form länger andauernder Kopfschmerzen sollte der Betroffene ein Kopfschmerztagebuch führen, in dem u. a. folgendes festzuhalten ist:
- die Kopfschmerzattacken mit subjektiver Einschätzung ihrer Intensität, jeweils z. B. anhand einer numerischen Rating-Skala in Punkteeinteilung von 0 bis 10 (0 = keine Schmerzen, 10 = stärkste/unerträgliche Schmerzen)
- allenfalls vorhandene sonstige Auffälligkeiten (Übelkeit, Erbrechen, Lichtscheu etc.)
- die jeweilige Dauer und Einschränkung der Lebensqualität für den betroffenen Tag.

Diese Dokumentation erleichtert dem behandelnden Arzt einerseits das Stellen der richtigen Diagnose, andererseits die Ausarbeitung einer adäquaten Therapie.

## Symptome
Entsprechend den IHS-Kriterien von 1998 kann dann von einem Spannungskopfschmerz gesprochen werden, wenn es sich bei den Kopfschmerzen um Schmerzen im Bereich des gesamten Kopfes (bilateral/holocephal) handelt, die einen drückend-ziehenden, jedoch nicht pulsierenden Charakter haben. Von der Intensität her handelt es sich um leichte bis mittelschwere Schmerzen, die sich bei körperlicher Aktivität nicht verstärken. Die einzelne Kopfschmerzattacke hat eine Dauer zwischen 30 Minuten und 7 Tagen. Vegetative Begleitsymptome wie Lichtscheu und übermäßige Lärmempfindlichkeit, Übelkeit, Erbrechen sowie Appetitlosigkeit treten in der Regel nicht und, wenn doch, nur sehr selten begleitend auf. Die Unterscheidung zwischen eSK und cSK erfolgen – wie oben bereits erwähnt – anhand der Bestehensdauer: Von eSK spricht man, wenn der SK mindestens zehnmal aufgetreten ist, jedoch weniger als 180 Kopfschmerztage pro Jahr vorliegen; vom cSK spricht man, sobald die Kopfschmerzen an mindestens 15 Tagen im Monat in mehr als 6 aufeinanderfolgenden Monaten auftraten.
Davon noch einmal abzugrenzen ist der Kopfschmerz, der durch verspannte Kaumuskulatur im Kopf entsteht. Es handelt sich hier auch um einen dumpf-drückenden Schmerz, der im Kopf umherzuwandern scheint. Jedoch ist er permanent vorhanden.
Bei Menschen mit cSK findet man gehäuft psychovegetative Auffälligkeiten wie Ängstlichkeit, depressive Grundstimmung, Schlafstörungen und Medikamentenübergebrauch. Weitere häufig mit cSK korrelierende Symptome sind u. a. Haarausfall und Trichodynie (Jucken, Brennen, Spannen, Schmerzen der Kopfhaut), welche sich partiell ebenfalls aus Verspannungen der Kopf-, Kau- und Nackenmuskulatur ableiten und zeitgleich auftreten können.

## Pathogenese
Die genaue Pathophysiologie ist bis dato nicht geklärt. Es wird ein multifaktorielles Geschehen vermutet: Auf der einen Seite kommt es durch eine unphysiologische Verkrampfung der Nackenmuskulatur zu einer Aktivierung von Schmerzrezeptoren, die in einer zentralen Sensibilisierung resultieren, wodurch Schmerzen leichter wahrgenommen werden. Auf der anderen Seite werden fieberhafte Infekte und Stress als Auslöser bzw. verstärkende Faktoren betrachtet. Eine weitere Ursache können verspannte Kaumuskeln im Kopf sein. Diese verkrampfen sich durch nächtliches Zähneknirschen (Bruxismus), welches wiederum psychische Ursachen hat.

## Diagnostik
Die Diagnostik muss alle anderen möglichen primären und auch sekundäre Kopfschmerzursachen ausschließen. Bei SK finden sich typischerweise keine Auffälligkeiten beim allgemeinen Untersuchungsbefund und in der zerebralen Bildgebung (CCT, cMRT). Im Rahmen der Differenzialdiagnostik muss eine genaue internistische Abklärung stattfinden (Ausschluss eines arteriellen Hypertonus, der ebenfalls zu beidseitigen, dumpf-drückenden Kopfschmerzen führen kann) und Nebenwirkungen von Medikamenten müssen bedacht werden (z. B. bei Kalziumantagonisten, Nitropräparaten, Koffein, bestimmte Hormone). Die genaue Anamnese auf Gebrauch von Schmerzmitteln (Analgetika) ist für die Abgrenzung gegenüber dem nicht-analgetikainduzierten Kopfschmerz von wesentlicher differenzialdiagnostischer Bedeutung.
Relativ einfach lässt sich feststellen, ob der betroffene Patient unter verkrampften Kaumuskeln im Kopf leidet. Durch Druck mit dem Zeigefinger auf die entsprechenden Muskeln verspürt der betroffene Patient sofort einen Schmerzreiz.

## Therapie
Da die genauen Ursachen noch im Dunkeln liegen, kann nur eine symptomatische Therapie sowie eine vorbeugende Behandlung erfolgen.

### Episodischer Spannungskopfschmerz
Nach den Leitlinien der Deutschen Gesellschaft für Neurologie wurde die Wirksamkeit folgender Medikamente zur Therapie des episodischen Spannungskopfschmerzes in Studien nachgewiesen: Acetylsalicylsäure (ASS), Paracetamol, Ibuprofen, Naproxen, Metamizol sowie die fixe Wirkstoffkombination aus Acetylsalicylsäure, Paracetamol und Koffein. Schmerzmittel sollten unter 10 (Kombinationspräparate) bzw. unter 15 Mal pro Monat (vorgenannte Wirkstoffe) eingenommen werden, um die Entwicklung eines Kopfschmerzes bei Medikamentenübergebrauch zu verhindern. Nicht-medikamentöse Verfahren wie Akupunktur können auch beim episodischen Spannungskopfschmerz zum Einsatz kommen. Einen Einfluss auf die Häufigkeit der episodischen Spannungskopfschmerzen hat der Einsatz von Akupunktur nicht.

### Chronischer Spannungskopfschmerz
Zu den Allgemeinmaßnahmen gehören die Entspannungsübungen nach Jacobson, Biofeedback, regelmäßiger Ausdauersport, Stressbewältigungstraining und ein Schmerztagebuch.
Die akute Therapie entspricht der Therapie bei episodischem Spannungskopfschmerz. Aufgrund der Entstehungsgefahr eines Kopfschmerzes bei Medikamentenübergebrauch sollten oben genannte Analgetika maximal an 10 Tagen im Monat eingesetzt werden.
Im Gegensatz zum episodischen Spannungskopfschmerz ist der Nutzen einer prophylaktischen Therapie bei chronischem Spannungskopfschmerz gut untersucht. Trizyklische Antidepressiva wie z. B. Amitriptylin 25–150 mg/d gelten bei der Prophylaxe als Mittel der ersten Wahl. Alternativen sind Doxepin, Imipramin oder Clomipramin. Alle genannten Präparate müssen langsam aufdosiert werden. Die volle Wirkung setzt unter Umständen erst nach 4–8 Wochen ein.
Als Präparate der 2. Wahl, deren Wirksamkeit nicht eindeutig oder unzureichend belegt ist, können zur Prophylaxe Mirtazapin, Venlafaxin, Valproinsäure, Moclobemid, Fluoxetin, Sulpirid und Topiramat eingesetzt werden. Keine abschließende Beurteilung liegen für das Muskelrelaxans Tizanidin und das Antikonvulsivum Gabapentin vor.
Die Wirksamkeit der prophylaktischen, medikamentösen Therapie liegt ohne flankierende Maßnahmen nur bei bis zu 40–45 %. Bei Kombination von Antidepressivum und Stressbewältigungstraining kann beispielsweise eine Reduktion der Schmerzen in etwa 65 % der Fälle erreicht werden. Auch vom Einsatz von Physiotherapie mit Training der HWS- und Schultermuskulatur, Dehnübungen und Massage sowie Entspannungsübungen scheinen betroffene Patienten gut zu profitieren.
Die Durchführung von Akupunktur ist ebenfalls wirksam. Dabei hat die Art der Durchführung der Akupunktur keinen Einfluss auf die Wirksamkeit.